# Onosma waltonii
Onosma waltonii är en strävbladig växtart som beskrevs av John Firminger Duthie. Onosma waltonii ingår i släktet Onosma och familjen strävbladiga växter. Inga underarter finns listade i Catalogue of Life.